# IAR 80

Схематичне зображення винищувача IAR 80

IAR 80 (рум. IAR 80) — румунський багатоцільовий бойовий літак (винищувач/штурмовик), що перебував на озброєнні Королівських повітряних сил Румунії за часів Другої світової. IAR 80 являв собою суцільнометалевий низькоплан із закритою кабіною і шасі, що забираються, з хвостовим колесом. Був першим серійним винищувачем румунської конструкції. Серійне виробництво IAR 80 тривало до 1 січня 1943 року, за цей час був виготовлений 461 літак всіх модифікацій.
Коли він вперше здійснив політ у 1939 році, його можна було порівняти з сучасними конструкціями, які використовували авіацією найпередовіших військових держав, таких як Hawker Hurricane і Bf 109E. Виробничі проблеми та відсутність доступного озброєння затримали прийняття IAR 80 на озброєння до 1941 року. Літаки IAR 80 застосовувалися румунською авіацією з червня 1941 року в боях у Молдавії та на півдні України, а також у забезпеченні ППО міст Румунії. Прикриваючи румунські частини, вони брали участь у Сталінградській битві, але вже з січня 1943 року всі літаки були зосереджені в ППО Бухареста і в районі Плоєшті. З переходом Румунії до табору союзників, з вересня 1944 року воювали вже проти німців у Трансильванії, Угорщині та Південній Словаччині й залишалися на фронті до травня 1945 року.

## Історія
У 1920-х і 1930-х роках для забезпечення Королівських ПС Румунії літаками власного виробництва, уряд Румунії субсидував створення трьох великих літакобудівних центрів. Першим став Societatea pentru Exploatări Tehnice (SET), який був заснований у Бухаресті в 1923 році. Далі була компанія Industria Aeronautică Română (IAR), яка відкрила цех у Брашові в 1925 році. Нарешті, була фірма Întreprinderea de Constructții Aeronautice Românești (ICAR), яка була заснована в Бухаресті в 1932 році.
У 1930 році румунський уряд видав специфікації на розроблення нового винищувача. Хоча уряд не очікував заявок від власної авіабудівної промисловості, IAR виготовив кілька прототипів і виставив їх на тендер.
Але, зрештою контракт виграв польський PZL P.11. Румунські ПС придбали 50 модифікованих версій під назвою P.11b, усі вони були поставлені в 1934 році. Другий конкурс також вівся між новими моделями IAR 14 і PZL P.24, і знову пропозиція польського PZL виграла контракт ще на 50 літаків.
Незважаючи на поразку від PZL, команда конструкторів IAR під керівництвом Іона Гросу продовжила роботу над дизайном винищувача. Він був переконаний, що конструкція IAR 24 з низьким розташуванням крила є кращою, ніж конструкція PZL типу «крило чайки», яку часто називають «польським крилом». Команда знову вивчила новий винищувач PZL, намагаючись включити його найкращі характеристики в новий літак, результатом їхньої роботи став IAR 80.
Прототип IAR-80 був виготовлений у 1938 році, а 12 квітня 1939 року він вперше піднявся у небо. Серійне виробництво було організовано в березні 1940 року на заводі в Брашові, а в лютому 1941 року винищувач був прийнятий на озброєння румунських ПС.
За всю війну IAR 80 (у всіх його варіантах) записали на свій рахунок 539 збитих літаків противника, що підтверджені, 90 ймовірних і 168 — на землі. Близько 220 румунських винищувачів і штурмовиків були втрачені в боях (з літаками та засобами ППО противника) і в численних аваріях.

## Модифікації

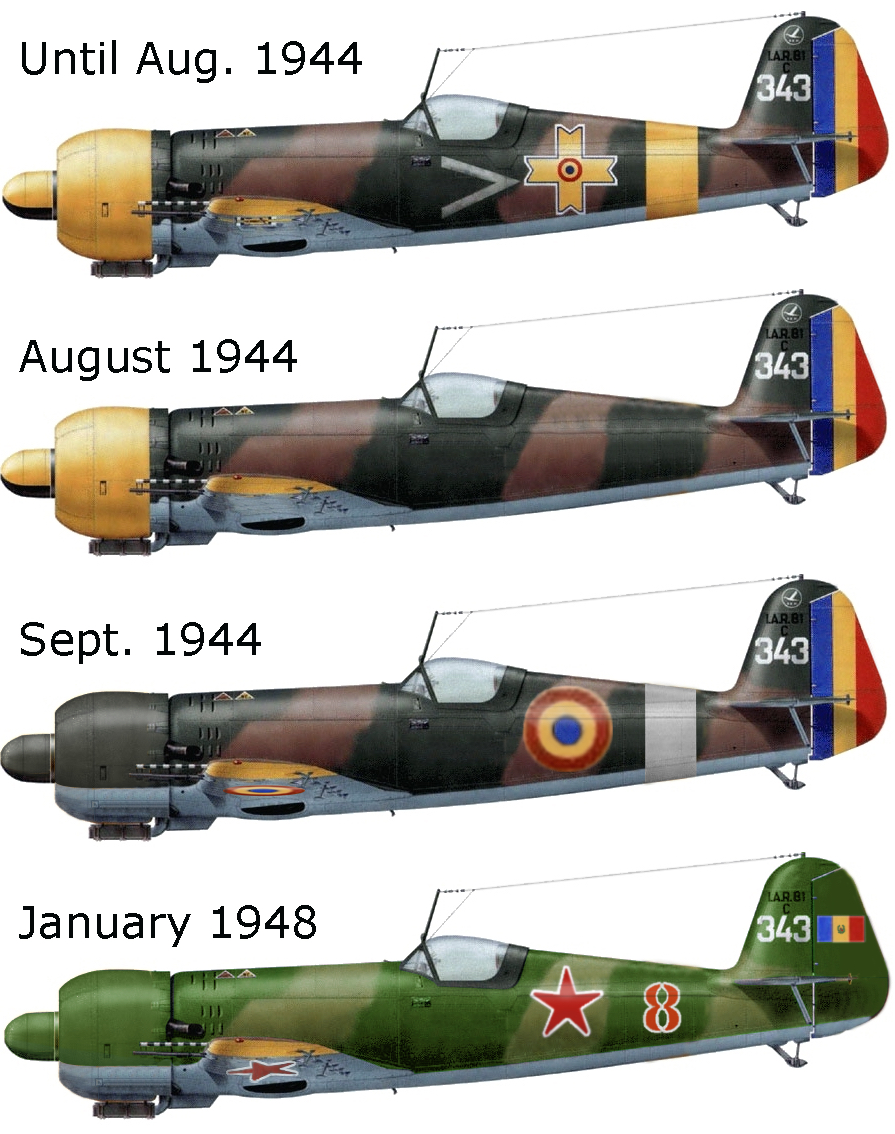
Варіанти серійних IAR 80

- IAR 80 — перший серійний варіант з двигуном IAR K.14-IIIC-36, озброєний 4 × 7,92-мм кулеметами (50 од.)
- IAR 80A — модернізований варіант з двигуном IAR K.14-1000A, збільшеною носовою частиною фюзеляжу, озброєний 6 × 7,92-мм кулеметами і 100 кг бомбового навантаження (63 од.)
- IAR 80B — модернізована версія з крилом збільшеного розмаху та можливістю підвіски додаткових паливних баків. Озброєння: 4 × 7,92-мм кулемети і 2 × 13,2-мм кулемети (31 од.)
- IAR 80C — варіант глибокої модифікації літака з гарматним озброєнням, посиленим бронезахистом, протектованими паливними баками. Озброєння: 2 × 13,2-мм кулемети і 2 × 20-мм гармати MG-151 (100 од.)
- IAR 80DC — версія навчально-тренувального літака з двомісною кабіною. Після війни переобладнано кілька літаків.
- IAR 81 — штурмовик на базі IAR 80A. Відрізнявся наявністю посиленого бронювання, підфюзеляжною підвіскою для бомбометання з пікірування. Міг нести 2 бомби по 50 кг під крилом та одну 225 кг під фюзеляжем (40 літаків)
- IAR 81A — штурмовик на базі IAR 80B (29 од.)
- IAR 81B — модернізована версія штурмовика. Озброєння: 2 х 7,92-мм та 2 х 13,2-мм кулеметів, 2 х 20-мм гармати «Ерлікон» (50 од.)
- IAR 81C — штурмовик на базі IAR 80C з гарматами MG FF

## Літаки порівнянної ролі, конфігурації та епохи
- Fairey Firefly
- Hawker Tempest
- Supermarine Seafire
- Caproni Vizzola F.5
- Fiat G.55
- Ла-5
- North American P-51 Mustang
- Chance Vought F4U Corsair
- Grumman F6F Hellcat
- Focke-Wulf Fw 190
- Caudron C.714
- Dewoitine D.520
- Avia B-135
- Rogožarski IK-3
- Kawasaki Ki-100
- Mitsubishi A7M
- Nakajima Ki-84